# Ліза Волтон
Ліза Волтон (англ. Lisa Walton, 14 грудня 1975) — новозеландська хокеїстка на траві.
Учасниця Олімпійських Ігор 2004 року.
Бронзова призерка Ігор Співдружності 1998 року.